# Різоль Андрій Володимирович
Андрі́й Володи́мирович Різоль (нар. 26 квітня 1971, Київ, Українська РСР) — кіно- та музичний продюсер, експерт з комунікацій. Засновник та Генеральний директор компанії «ВАВІЛОН», Голова Асоціації "Сприяння розвитку кінематографа в Україні - дивись українське!". Заслужений працівник культури України (2024)'.

## Біографія
Андрій Різоль народився 26 квітня 1971 року в Києві. Здобув вищу освіту за напрямом «Інженерна механіка» у НТУУ «Київський політехнічний інститут», отримавши кваліфікацію бакалавр інженерної механіки.
Професійну діяльність Різоль почав у 1991 році в рекламному агентстві повного циклу «ІТВ». Працював на позиціях від адміністратора знімальної групи до Генерального директора.

## Професійна кар'єра

### Діяльність у кінематографічній галузі

#### Компанія «ВАВІЛОН»
У 1998 році Андрій Різоль заснував компанію «ВАВІЛОН», яка була сконцентрована на наданні PR-послуг. За 20 років діяльності компанія «ВАВІЛОН» реалізувала близько 2000 проектів, ініціювала понад 600 проектів у сфері культури, розвитку кіно та соціальній сфері. Компанія успішно співпрацювала з більш ніж 100 українськими та міжнародними брендами і компаніями.
У 2004 році Андрій Різоль став ініціатором створення, співзасновником та генеральним продюсером першого Київського Міжнародного «Кінофоруму України», який щорічно організовувала компанія Андрія Різоля «ВАВІЛОН». Уперше «Кінофорум України-2004» пройшов 27-29 квітня 2004 року; події кінофоруму відбувалися у Міжнародному виставковому центрі та у київському кінотеатрі «Кінопалац». На «Кінофорумі України» відбувалися різноманітні події пов'язані з кінематографічною галуззю в Україні. Востаннє «Кінофорум України» проводився у 2008 році; у період між 2004 та 2008 роками організовано та проведено 5 Кінофорумів.
У 2005 році, разом Міжнародним київським кінофестивалем «Молодість» та компанією «Кінофорум України» створив та вперше провів «Кіноринок Молодість-2005». Востаннє «Кіноринок Молодість» проводився у 2008 році.
З 2009 року по сьогодні є співорганізатором та генеральним партнером кінофестивалю національного кіно «Відкрита Ніч». З 2011 року ініціатор створення та Голова меценатської ради фестивалю «Відкрита Ніч»: https://www.facebook.com/vidkrytanich/
З 2013 року — експерт Експертної комісії та член громадської ради Державного агентства України з питань кіно.

#### Асоціація "Сприяння розвитку кінематографа в Україні - дивись українське!" (СРКУ)[17]
2021 рік
- розробка та реалізація Національного туру "КІНО ПРОСТО НЕБА". Мета проєкту — показати сучасне українське кіно громадам, у котрих немає кінотеатрів,  які у звичних умовах не мають можливості перегляду фільмів на великому екрані та з якісним звуком. Національний Тур «КІНО ПРОСТО НЕБА» реалізується Благодійним фондом «МХП–Громаді»[18] у партнерстві з Асоціацією «Сприяння розвитку кінематографа в Україні – дивись українське!» та за підтримки Державного агентства України з питань кіно. Національний тур «КІНО ПРОСТО НЕБА» відвідало 50 000 глядачів у 10 областях України. Завершенням Національного туру «КІНО ПРОСТО НЕБА» стала фіксація рекордів України по двом номінаціям: Найбільша кількість населених пунктів в найбільшому національному кінотурі Україною; Найбільша кількість глядачів в найбільшому національному кінотурі Україною.[19] [20][21]
- ІІ фестиваль "КІНОБУКЕТ" який проводився в  рамках IV Фестивалю високого мистецтва Bouquet Kyiv Stage. Другий «КІНОБУКЕТ» у своїй 5-ти денній програмі зібрав 38 повнометражних, короткометражних, ігрових, документальних, анімаційних  фільмів 37 українських кінорежисерів, які були сформовані в 10 окремих програм: Кінобукет від премії «Золота Дзиґа», Кінобукет від Одеського МКФ, Кінобукет від МКФ «Молодість»   Кінобукет «Анімаційний», Кінобукет від премії «КІНОКОЛО» та Спілки кінокритиків України та окремі тематичні програми: Кінобукет «Тридцятилітні», Кінобукет «На шляху...» (1 частина), Кінобукет «На шляху...» (2 частина), «Кіно від любові», кінобукет «Мистецькі химери» [22]
- IV премія Кінокритиків України «КІНОКОЛО». Організатори премії «Кіноколо»: Спілка кінокритиків України, Асоціація «Сприяння розвитку кінематографа в Україні - Дивись українське!» та Arthouse Traffic премія реалізується за підтримки ДержКіно України.
- 24-й Дубль фестивалю "Відкрита Ніч" - постійний партнер кінофестивалю[23]

2019 рік - «Дні українського кіно в Стамбулі», які проводились з 28 листопада по 01 грудня 2019 року за підтримки 
2019 рік - І фестиваль «Кінобукет», який проводився в рамках II Фестивалю високого мистецтва Bouquet Kyiv Stage (17-25 серпня 2019 р., )
2018 - 2019 рр.  - Премія Кінокритиків України «КІНОКОЛО» 
2017 рік  - з грудня у кінотеатрах країни, за ініціативи Асоціації розпочалась системна демонстрація короткометражних фільмів добірки Проєкту "Дивись українське!" перед основними фільмами сеансів (у блоці кінотеатральних трейлерів) у короткій редакції фільмів (близько трьох хвилин). Завдяки партнерській співпраці з кінотеатральними мережами: «Планета Кіно», «Сінема Сіті», «Баттерфляй», «Лінія Кіно», «Київкінофільм», «Оскар» та локальними кінотеатрами (всього близько 150 екранів) фільми Проєкту переглянуло близько 1 500 000 глядачів.

Асоціація сприяння розвитку кінематографа в Україні

##### З 2016 року реалізується Проєкт  «Дивись українське»/«Дивись українське— твори своє майбутнє!»
У 2016 році Асоціація «Сприяння розвитку кінематографа в Україні — дивись українське!» розпочала реалізацію комплексного комунікаційного проекту «Дивись українське — твори своє майбутнє!», створений з метою сприяння розвитку українського кінематографа та покращення якості суспільних комунікацій. Першим етапом проекту став Конкурс сценаріїв та сценарних заявок «Своє кіно»: http://www.kinoua.org/ua/contest

### Фільмографія Андрія Різоля.
Продюсер більше ніж 40 ігрових та документальних фільмів.
2017 - 2020 роки.
Ігрові короткометражні фільми:
«Анна» - режисер  Олесь Санін; «Перекур», «Урок» - режисер Михайло Іллєнко; «Домовина», «Дзвінок», «Звичайний ранок», «Іно» - режисер Кадім Тарасов; «Двері», «Історія однієї перерви» - режисер Наталія Давиденко; «Об’єктивно», «Кобзарський цех», - режисер Віктор Придувалов, «Потвора» - режисер Віктор Скуратівський; «На своїй землі», «Клоун», - режисер Олександр Кірієнко; «Інклюзія у школі», «Підвішена кава» - режисер Оксана Тараненко; «Адамівна» - режисер Олександр Биков; «Шнурочки» - режисер Юлія Тамтура; «Кадет» - режисер Олександр Столяров; «Холодний дощ самотності» - режисер Олег Павлюченков; «Чоловік» - режисер Оксана Артеменко; «Моно» - режисер Андрій Дончик; «Серцеїдка» - режисер Олександра Бровченко;  «Дякую!» - режисер Максим Люков, "ІНО" - режисер Кадім Тарасов та ін. 
Співпродюсер повнометражного фільму «Толока», режисера Михайла Герасимовича Іллєнка.
Документальні фільми:
2020 рік «Місто, яке зникає», режисер Віктор Придувалов
2018 рік  «Погляд з інвалідного візка»  - режисер Олег Павлюченков; 
2016-2017 рр. - «Намір» (короткометражний ігровий фільм-дебют, реж. А.Смолій),
2001-2003 рр. - Документальний повнометражний фільм про головну творчу подію «Опера Легенда», присвячену візиту в Україну Папи Римського Св. Отця Івана Павла II,
Генеральний продюсер; «Паралельні Видива», збірка документальних фільмів про мистецькі події в Україні. Генеральний продюсер
1999-2000 рр. - «Золоті Ворота Тисячоліть» (документальний повнометражний фільм), Генеральний продюсер.https://www.youtube.com/watch?v=Jxq63LnBNF4

### Діяльність у рекламній/маркетинговій галузі
У 2013 році Андрій Різоль став Першим лауреатом Премії Національного фестивалю соціальної реклами в Україні та Спілки рекламістів України за багаторічний розвиток соціальної реклами «За практичну реалізацію серії соціально значущих для населення України проектів».
У 2016 році Андрій Різоль визнаний провідним експертом маркетингової галузі та отримав спеціальну нагороду від Міжнародної Асоціації Маркетингових Ініціатив (МАМІ) — «За вагомий внесок у розвиток маркетингової галузі України»

### Діяльність у музичній галузі
Продюсерська діяльність Андрія Різоля у музиці розпочалась з гурту «АКТУС», який надалі трансформувався у гурти «Гайдамаки» та «Kozak System».
Андрій Різоль є фундатором та продюсером камерного оркестру класичної музики «New Era Orchestra». Оркестр (єдиний недержавний) спеціалізується на виконанні класичної музики і має міжнародну репутацію високопрофесійного оркестру, репертуар якого складається з маловідомих в Україні, спеціально відібраних або створених для оркестру творів. Оркестр системно працює зі світовими зірками класичної музики, реалізуючи власну місію — культурної дипломатії.
Співзасновник та продюсер студії звукозапису та аудіовізуальних спеціальних проектів «Перша Рекордингова Компанія» (First Recording Company) (www.scorerecording.com).

### Громадська та соціальна діяльність
Андрій Різоль ініціатор створення та Голова Ради Меценатів кінофестивалю «Відкрита Ніч», співорганізатор та постійний партнер Національного Фестивалю Соціальної Реклами, співзасновник та Голова правління Асоціації «Сприяння розвитку кінематографа в Україні — дивись українське!», співініціатор створення та постійний партнер «Клубу Друзів Мистецького Арсеналу», співініціатор створення та член «Асоціації продюсерів України» (АПУ).
Член Громадської та Експертної ради при Державному агентстві України з питань кіно, Член Експертних груп з питань розвитку кіно, культури та інформаційного простору Ради з питань національної єдності при Президентові України.
Опікун Київського академічного драматичного театру на Подолі, співініціатор завершення реконструкції театру за позабюджетний меценатський рахунок.